# Конюша, Иосиф Андреевич
Ио́сиф Андре́евич Коню́ша (1925—1985) — красноармеец Рабоче-крестьянской Красной армии, участник Великой Отечественной войны, Герой Советского Союза (1944).

## Биография
Родился 21 февраля 1925 года в селе Пакуль (ныне — Черниговский район Черниговской области Украины).
После окончания начальной школы работал в колхозе. В феврале 1942 года Конюша был призван на службу в Рабоче-крестьянскую Красную армию. С того же времени — на фронтах Великой Отечественной войны.
К марту 1944 года красноармеец Иосиф Конюша был автоматчиком 15-й мотострелковой бригады 16-го танкового корпуса 2-й танковой армии 2-го Украинского фронта. Отличился во время форсирования Днестра. 17 марта 1944 года Конюша одним из первых в бригаде переправился через Днестр в районе города Сороки Молдавской ССР и захватил важный рубеж, после чего прикрывал своим огнём переправу основных сил.
Указом Президиума Верховного Совета СССР от 13 сентября 1944 года за «мужество и героизм, проявленные при форсировании Днестра и удержании плацдарма на его западном берегу» красноармеец Иосиф Конюша был удостоен высокого звания Героя Советского Союза с вручением ордена Ленина и медали «Золотая Звезда» за номером 8852.
После окончания войны Конюша был демобилизован. Вернулся в Пакуль. Скончался 10 ноября 1985 года, похоронен во дворе Пакульской сельской школы рядом с братской могилой советских воинов.
Был также награждён орденами Отечественной войны 1-й степени и Славы 3-й степени, рядом медалей.